# Elijahu Bakszi-Doron
Elijahu Bakszi-Doron (hebr. ‏אליהו בקשי דורון‎‎, ur. 5 kwietnia 1941 w Jerozolimie, zm. 12 kwietnia 2020 tamże) – izraelski rabin, sefardyjski naczelny rabin Izraela w latach 1993–2003.

## Życiorys
Jego matka pochodziła z Aleppo, a ojciec był jednym z przywódców społeczności Sefardyjczyków w Jerozolimie. W młodości uczęszczał do jesziwy Hebron w Jerozolimie, uczył się także w kolelach Mossad Haraw Kuk oraz Kol Jaakow.
Od 1972 roku był naczelnym rabinem Bat Jam. W 1975 roku został wybrany sefardyjskim naczelnym rabinem Hajfy, a w 1993 roku wybrano go sefardyjskim naczelnym rabinem Izraela. Funkcję tę pełnił do 2003 roku. Jego aszkenazyjskim odpowiednikiem był Jisra’el Me’ir Lau.
Zasiadał we władzach wielu organizacji społecznych i charytatywnych. W 2017 roku został skazany na rok więzienia w zawieszeniu za oszustwa oraz fałszowanie dokumentów. W maju 2021 roku został pośmiertnie zrehabilitowany przez Sąd Najwyższy.
Zmarł w wyniku pandemii COVID-19, w jednym z jerozolimskich szpitali. Został pochowany na cmentarzu Har ha-Menuchot, w związku z obostrzeniami w jego pogrzebie mogło wziąć udział jedynie 20 osób.
Był żonaty z Esterą (zm. 2005). Miał 10 dzieci.

## Poglądy
W 2001 roku apelował do teologów islamskich z prośbą o odwołanie fatwy zawierającej zgodę na przeprowadzanie zamachów samobójczych. Wyraził także opinię, według której muzułmanie powinni zachować władzę nad Wzgórzem Świątynnym. W społeczności Żydów ortodoksyjnych był krytykowany za propozycję zreformowania praw dotyczących zawierania małżeństw w Izraelu, która doprowadziłaby do zniesienia monopolu naczelnego rabinatu w tej kwestii i wprowadzenia możliwości zawarcia ślubu cywilnego.
Był zwolennikiem dialogu międzyreligijnego, był zaangażowany we współpracę z przywódcami muzułmańskimi i chrześcijańskimi.  W 1998 roku w Stambule spotkał się z Fethullahem Gülenem. W 2000 roku spotkał się z Janem Pawłem II podczas jego podróży apostolskiej do Izraela i Jordanii.